# 交響曲第1番 (ブルッフ)
交響曲第1番変ホ長調 作品28は、マックス・ブルッフが作曲した最初の交響曲。

## 概要
1864年、コブレンツで職にある時期にブルッフはヘルマン・レヴィから交響曲の作曲の提案を受けた。ブルッフはすでにいくつかの合唱曲や歌劇で成功を収めてはいたが、器楽の分野でも経験を積むために交響曲の作曲を決意し、ヴァイオリン協奏曲第1番とほぼ同じ時期を費やしてこの作品が書かれた。1868年7月26日にゾンダースハウゼンにて初演され、同年末に「友情を込めて」ヨハネス・ブラームスに献呈された。
作風としてはフェリックス・メンデルスゾーンやロベルト・シューマンの流れを汲む。初演は一定の成功を収め、ヘルマン・クレッチマー（Hermann Kretschmar）はブルッフの評伝の中で「その時代の最も知られた交響曲の一つ」と述べている。

## 編成
フルート2、オーボエ2、クラリネット2、ファゴット2、ホルン4、トランペット2、トロンボーン3、ティンパニ、弦五部

## 楽曲構成
4楽章からなり、演奏時間は約30分。初演時にはシューマンの「ライン」交響曲と同じく5楽章からなっていたが、第2楽章に置かれていた「インテルメッツォ」は同年10月の再演以降割愛された。
- 第1楽章 Allegro maestoso　
変ホ長調、4/4拍子。Es音のオルゲルプンクトに乗り、広い音域を持つ第一主題が雄大に奏される。この主題が発展しトゥッティとなった後、木管楽器による第一主題から導かれた挿入句を経て、ト長調の穏やかな第二主題が弦楽に出る。展開部では提示部の各動機が入念に扱われ（主題展開はこの曲におけるブルッフの課題の一つだった）、その頂点で第一主題が壮麗に再現される。その勢いを保ったまま第二主題が変ホ長調で再現され、第二展開部の趣を持つコーダで終わる。
- 第2楽章 Scherzo: Presto
ト短調、2/4拍子。メンデルスゾーンの影響が顕著なスケルツォ楽章。主部は《夏の夜の夢》を思わせる弦楽器によるざわめきが支配している。トリオはト長調となり、十六分音符の刻みに乗ってのびのびとした主題が歌われる。オーケストレーションを変えた主部の再現を経て、トリオが短く再現されてプレスティッシモで終わる。
- 第3楽章 Quasi Fantasia: Grave　
変ホ短調、4/4拍子。68小節の短い楽章だが、ブルッフの旋律の才を見ることができる。オルガンを思わせる響きで始まり、チェロ、オーボエ、クラリネットといった楽器のソロが悲しげに歌い交わす。この対話がヴィオラの奏する第1楽章の旋律で終わると、冒頭の旋律が回帰してクライマックスを作る。それにソロ群が続き、ティンパニのB音が残って次の楽章に切れ目なく続く。
- 第4楽章 Finale: Allegro guerriero　
変ホ長調、2/2拍子。メンデルスゾーンの「スコットランド」交響曲のフィナーレと同じ発想標語を持っている。まずチェロに軽快な動機が出、それに乗って特徴的なリズムの第一主題が提示される。なめらかな第二主題はヘ長調で、クラリネットとホルンのソリに出る。展開部をはさみ、再現部では二つの主題が逆順で再現される。